# Calomyrmex impavidus
Calomyrmex impavidus é uma espécie de formiga do gênero Calomyrmex, pertencente à subfamília Formicinae.